# Dieckmanniellus nitidulus
Dieckmanniellus nitidulus é uma espécie de insetos coleópteros polífagos pertencente à família Nanophyidae.
A autoridade científica da espécie é Gyllenhal, tendo sido descrita no ano de 1838.
Trata-se de uma espécie presente no território português.